# Colom de les Salomó
El colom de les Salomó (Alopecoenas salamonis) és una espècie d'ocell de la família dels colúmbids (Columbidae). Habitava els boscos d'algunes illes del grup de les Salomó.